# Nossa Senhora de Fátima (Santa Maria)
Nossa Senhora de Fátima é um bairro do distrito da sede, município de Santa Maria. Localiza-se na área central da cidade.
O bairro Nossa Senhora de Fátima possui uma área de 0,8444 km² que equivale a 0,69% do distrito da Sede que é de 121,84 km² e  0,0471% do município de Santa Maria que é de 1791,65 km².

## História
O bairro surge oficialmente em 2006, com áreas desmembradas dos bairros Centro, Nossa Senhora Medianeira e Patronato. O bairro é cortado pela Avenida Presidente Vargas e em parte pela Avenida Borges de Medeiros.

## Limites
Limita-se com os bairros: Bonfim, Centro, Duque de Caxias, Noal, Nossa Senhora Medianeira, Patronato.
Descrição dos limites do bairro: A delimitação inicia na Avenida Borges de Medeiros cruzamento com a Rua Olavo Bilac, segue-se a partir daí pela seguinte delimitação: eixo da Rua Olavo Bilac, no sentido nordeste; eixo da Rua Duque de Caxias, no sentido sudeste; leito da Sanga do Hospital, incluindo parte canalizada, no sentido a jusante; eixo da Avenida Ângelo Bolson, no sentido noroeste; eixo da Avenida Liberdade, no sentido noroeste; eixo da Rua Ignácio da Silva Costa, no sentido nordeste; eixo da Avenida Borges de Medeiros, no sentido noroeste, até encontrar a projeção do eixo da Rua Olavo Bilac, início desta demarcação.

## Unidades residenciais
O bairro Nossa Senhora de Fátima, pertencente ao distrito da Sede, é uma unidade de vizinhança que contém as seguintes unidades residenciais:
| # | Unidade residencial | Localização                       | Limites | Obs. |
| - | ------------------- | --------------------------------- | --- | ---- |
| 1 | Fátima              |                                   | Toda a área do perímetro do bairro Nossa Senhora de Fátima sem denominação específica. |      |
| 2 | Vila Antônio Corrêa | 29° 41' 53.37" S 53° 49' 02.17" O | A unidade residencial urbana, cujos lotes localizam-se ao norte com a Avenida Presidente Vargas; ao leste, com a Rua Appel; ao sul, com a Sanga do Hospital e ao oeste com o fundo dos lotes que confrontam a leste, com a Rua Berlim.                                                         |      |
| 3 | Vila Holtermann     | 29° 41' 59.11" S 53° 49' 12.97" O | A unidade residencial urbana cujos lotes localizam-se ao norte com a Avenida Presidente Vargas; ao leste, com o fundo dos lotes que confrontam a oeste com a Rua Berlim; ao sul, com a Sanga do Hospital e ao oeste com o fundo dos lotes que confrontam a leste com a Rua Roberto Holtermann. |      |
| 4 | Vila Militar        | 29° 41' 48.92" S 53° 49' 14.77" O | A unidade residencial urbana cujos lotes localizam-se ao norte com a Rua Ignácio da Silva Costa; ao leste, com a Avenida Borges de Medeiros; ao sul, com a Avenida Presidente Vargas e ao oeste com a Avenida Liberdade.                                                                       |      |
| 5 | Vila Selmer         | 29° 41' 48.70" S 53° 48' 54.63" O | A unidade residencial urbana cujos lotes localizam-se ao norte com a Avenida Presidente Vargas; ao leste, com a Rua Barão do Triunfo; ao sul, com a Sanga do Hospital e ao oeste com a Rua Appel.                                                                                              |      |

## Demografia

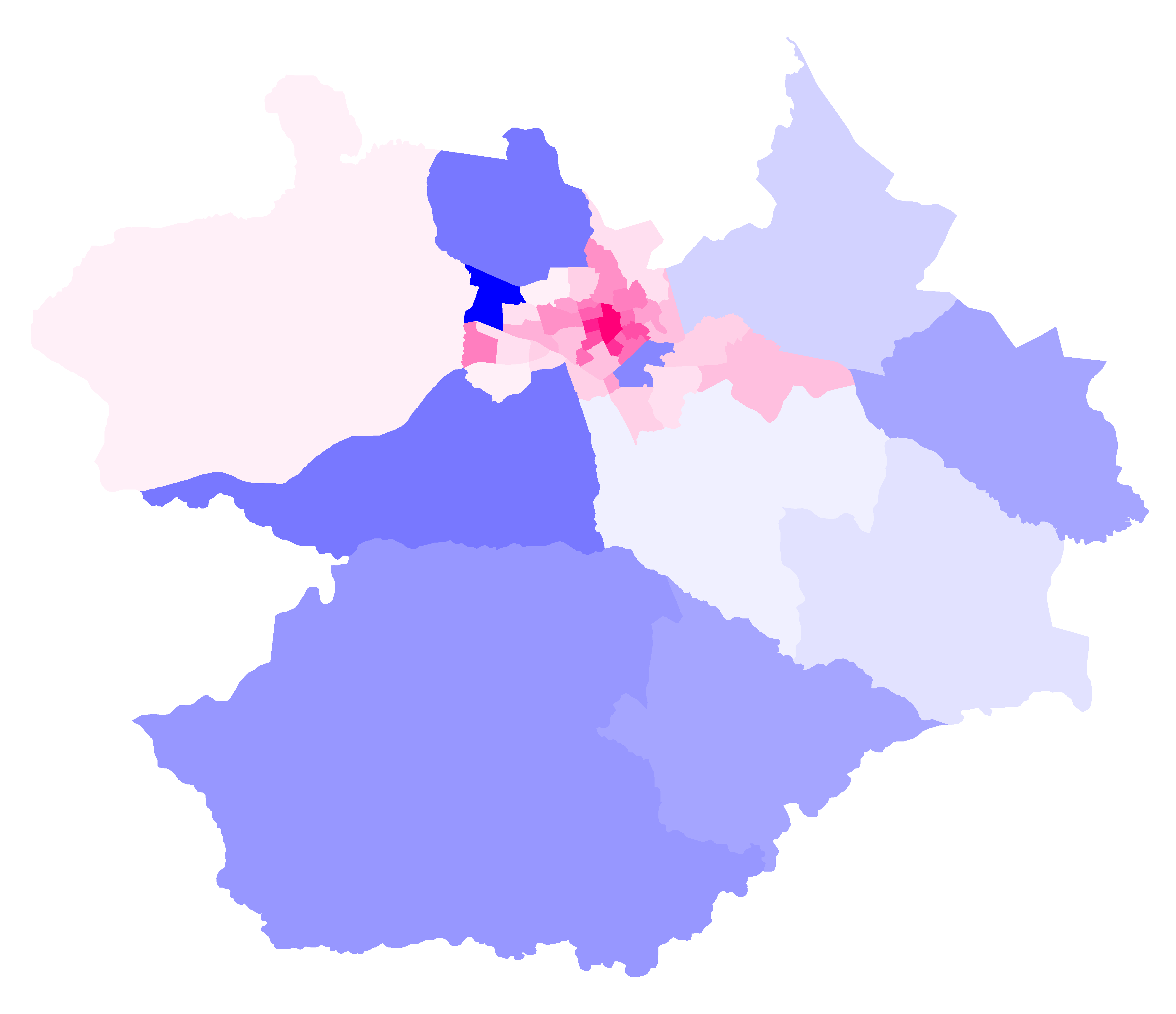
Mapa do município de Santa Maria com as divisões em bairros. Em escalas de azul os bairros com predominância masculina e em escalas de rosa os bairros com predominância feminina. Observa-se que quanto melhor a infraestrutura e o acesso a ela mais convidativo o bairro é para a população feminina. E, reciprocamente, podemos reconhecer os bairros com melhor infraestrutura observando onde a população feminina está concentrada.

Segundo o censo demográfico de 2010, Nossa Senhora de Fátima é, dentre os 50 bairros oficiais de Santa Maria:
- Um dos 41 bairros do distrito da Sede.
- O 10º bairro mais populoso.
- O 42º bairro em extensão territorial.
- O 3º bairro mais povoado (população/área).
- O 21º bairro em percentual de população na terceira idade (com 60 anos ou mais).
- O 1º bairro em percentual de população na idade adulta (entre 18 e 59 anos).
- O 47º bairro em percentual de população na menoridade (com menos de 18 anos).
- Um dos 39 bairros com predominância de população feminina.
- Um dos 30 bairros que não contabilizaram moradores com 100 anos ou mais.

Distribuição populacional do bairro
1. Total: 8836 (100%)
  1. Urbana: 8836 (100%)
  2. Rural: 0 (0%)
2. Homens: 3949 (44,64%)
  1. Urbana: 3949 (100%)
  2. Rural: 0 (0%)
3. Mulheres: 4887 (55,31%)
  1. Urbana: 4887 (100%)
  2. Rural: 0 (0%)

## Infraestrutura
Centro Desportivo Municipal

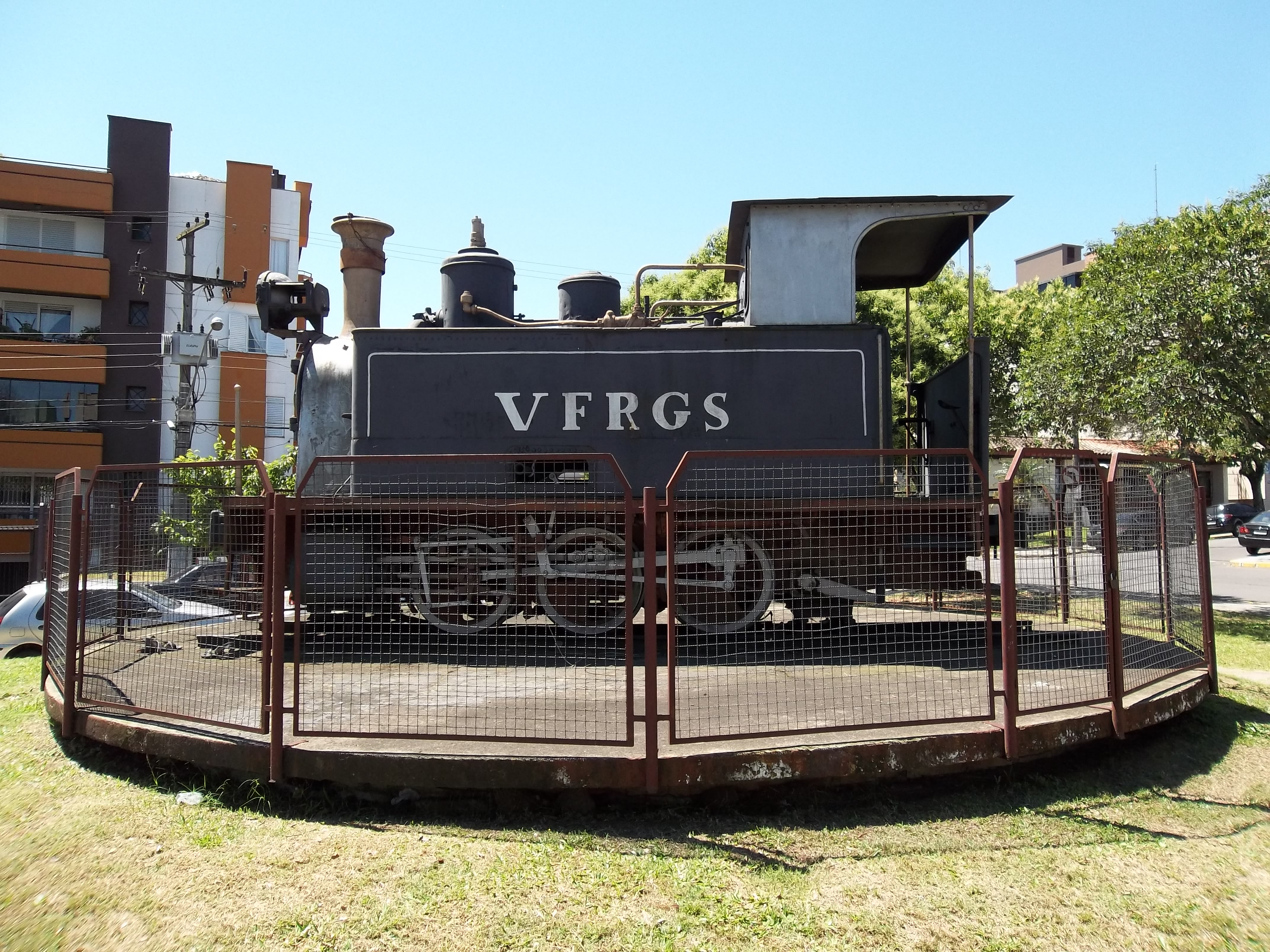
Monumento localizado no Largo da Locomotiva

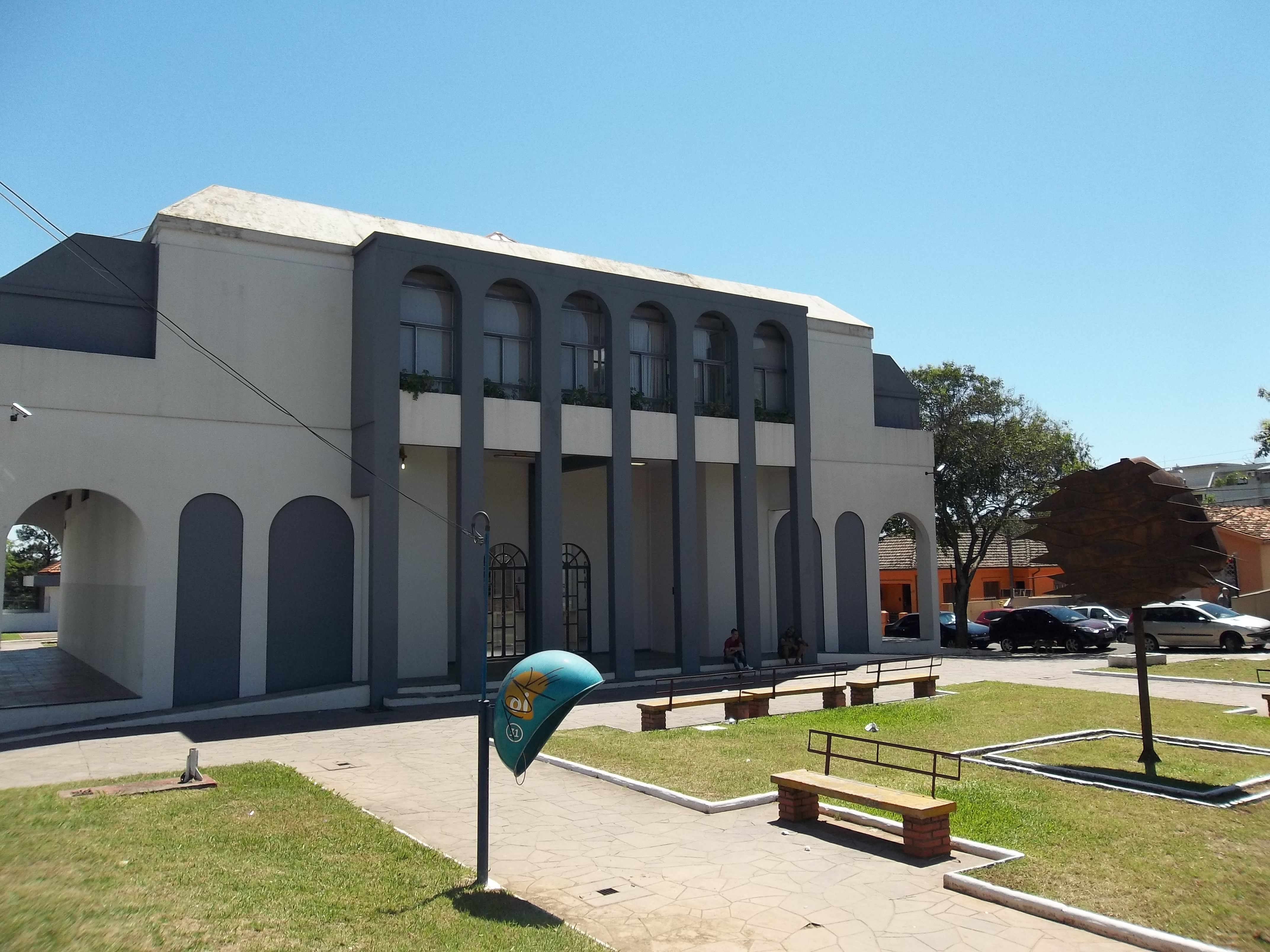
Biblioteca pública municipal de Santa Maria.

O bairro abriga o Centro Desportivo Municipal de Santa Maria, popularmente - Farrezão. Nele ocorrem grandes eventos municipais, como a FEISMA (multifeira) e o Mercocycle (encontro de motociclistas do mercosul).
Espaços públicos
No bairro estão situadas as praças Antonio João, Imembuí, Parque Ipiranga, Antônio Carlos Machado (Hall), e, o largo da Locomotiva.